# Kirche Groß Lengden

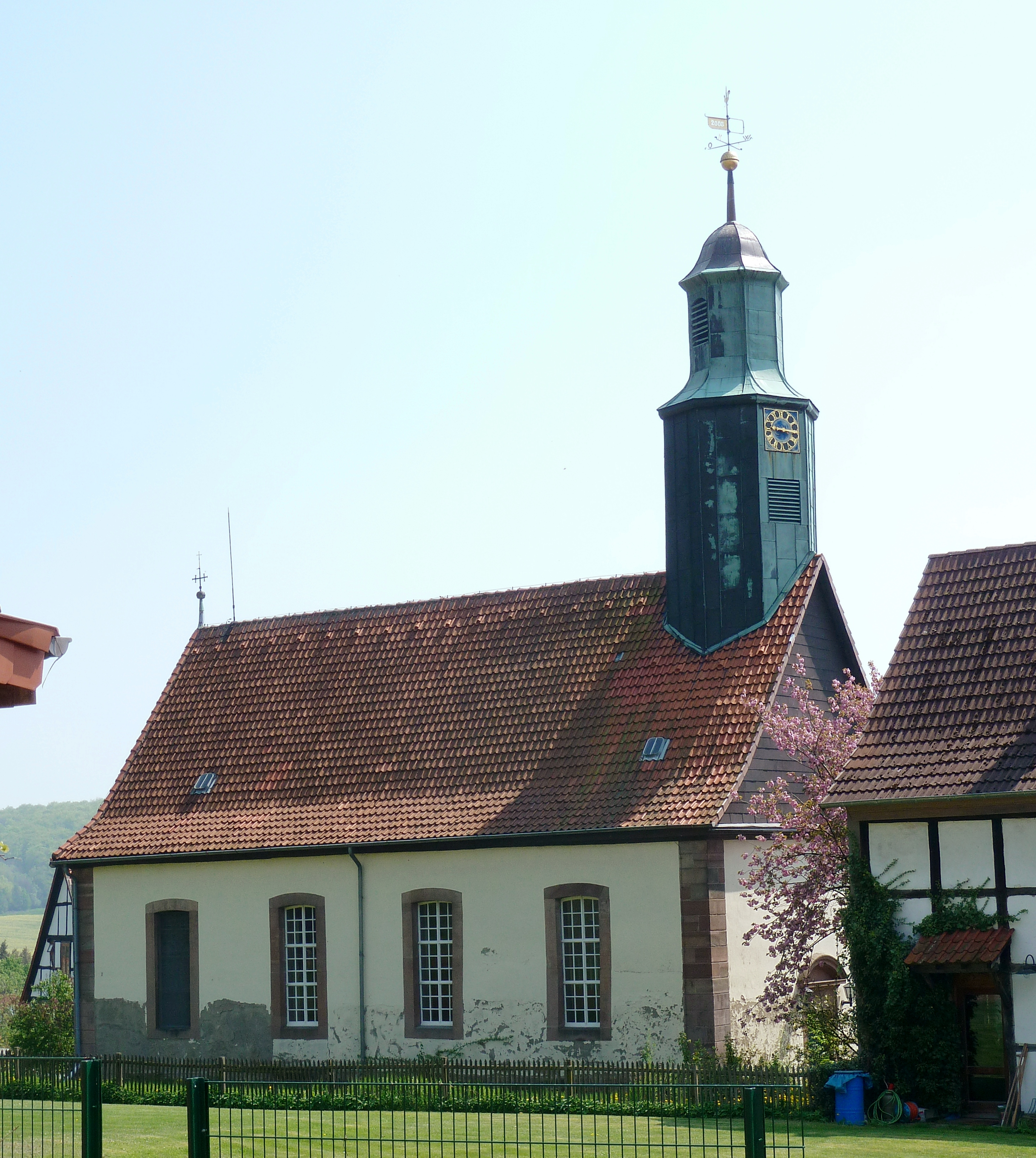
Kirche Groß Lengden

Die evangelisch-lutherische denkmalgeschützte Kirche Groß Legden steht in Groß Lengden, einen Ortsteil der Gemeinde Gleichen im Landkreis Göttingen von Niedersachsen. Die Kirchengemeinde gehört zum Kirchenkreis Göttingen im Sprengel Hildesheim-Göttingen der Evangelisch-lutherischen Landeskirche Hannovers. 

## Beschreibung
Die Saalkirche ist im Kern mittelalterlich, sie wurde nach dem Dreißigjährigen Krieg wieder aufgebaut. Das schlichte, hell verputzte, mit Ecksteinen versehene Kirchenschiff aus vier Achsen hat einen 3/8-Abschluss des Chors. Aus dem Satteldach erhebt sich im Westen ein achteckiger Dachreiter, in dem zwei Kirchenglocken hängen, die kleinere aus dem Jahre 1633 und die große aus dem Jahre 1731. Eine Kanzelaltarwand aus dem Beginn des 19. Jahrhunderts und die Ausmalung aus dem Jahr 1907 bestimmen den Innenraum. Links führt eine Treppe zur Empore, die sich sowohl an der Nord- als auch an der Südseite bis fast zum Chor erstreckt. 
Die erste Orgel wurde um 1800 erbaut, von ihr ist nur noch der Prospekt erhalten. Sie wurde um 1900 von Paul Ott umgearbeitet. Im Jahr 1998 wurde sie durch die Firma Werner Bosch Orgelbau renoviert.